# 通用亭徳成
通用亭 徳成（つうようてい とくなり、明和6年（1769年）- 没年不明）とは江戸時代の豪商、狂歌師、戯作者。善野喜右衛門、4代目善野喜兵衛を称す。

## 来歴
下野国栃木町で釜屋（釜喜）という小間物屋をしていた。唐衣橘洲の門で狂歌を学ぶ。
天保8年（1837年）に合巻『敵鰹差身之業物』（歌川芳虎、歌川芳升、歌川芳宗画）を著したほか、安政3年（1856年）に狂歌本『都賀のやままつ』（山形素真画）を編著している。